# Pierre Laffargue
Pierre Laffargue est un réalisateur français né à Tarbes le 10 août 1967.

## Filmographie
- 1990 : XL (court métrage)
- 2009 : Black
- 2012 : Kinshasa Superband (documentaire)